# Xue Long 2
Die Xue Long 2 (chinesisch 雪龍2, Pinyin Xuě Lóng 2, englisch Snow Dragon 2) ist ein Eisbrecher-Forschungsschiff des Chinesischen Polarforschungszentrums. Er ergänzt die Xue Long, Chinas ersten Eisbrecher.

## Geschichte
Der 5-Millionen-Euro-Designvertrag für Chinas erstes im Inland gebautes Polarforschungschiff wurde 2012 mit dem finnischen Ingenieurbüro Aker Arctic unterzeichnet, der Bau durch die chinesische Werft Jiangnan Shipyard begann jedoch erst im Dezember 2016. Am 11. Juli 2019 wurde das Schiff in Dienst gestellt. Die Xue Long 2 dient als Versorgungsschiff für Chinas Forschungseinrichtungen in der Arktis und Antarktis. Das Schiff, das Eis mit einer Dicke von bis zu 1,5 Metern brechen kann, war auch an der MOSAiC-Expedition beteiligt.